# Sciadonus cryptophthalmus
Sciadonus cryptophthalmus là loài cá trong họ Aphyonidae. Chúng phân bố tại phía đông bắc Đại Tây Dương và chỉ được biết đến thông qua một mẫu vật lấy từ phía tây bắc Tây Ban Nha. Cá sống ở độ sâu 5.000 m; cơ thể có thể dài tới 8,2 cm.